# Tipula (Tipula) zimbabwensis
Tipula (Tipula) zimbabwensis is een tweevleugelige uit de familie langpootmuggen (Tipulidae). De soort komt voor in het Afrotropisch gebied.